# Okres Szerencs
Okres Szerencs (maďarsky Szerencsi járás) je okres v severovýchodním Maďarsku v župě Borsod-Abaúj-Zemplén. Jeho správním centrem je město Szerencs.

## Sídla
V okrese se nachází celkem 18 měst a obcí.
| - Alsódobsza - Bekecs - Golop - Legyesbénye - Mád - Megyaszó - Mezőzombor - Monok - Prügy | - Rátka - Sóstófalva - Szerencs - Taktaharkány - Taktakenéz - Taktaszada - Tállya - Tiszalúc - Újcsanálos |